# 白马仔村遗址
白马仔村遗址，位于中国广东省揭阳市普宁市大南山镇白马仔村，为普宁市的一个市级文物保护单位，类型为近现代重要史迹及代表性建筑，公布时间为1961年。
白马仔村遗址的历史年代为1928年。